# Kévin Mayer
Kévin Mayer, född 10 februari 1992, är en fransk friidrottare som tävlar i tiokamp. I september 2018 satte han nytt världsrekord med 9 126 poäng vid tävlingar i Talence, Frankrike.
Mayer har två olympiska silvermedaljer, från OS 2016 i Rio de Janeiro och från OS 2020 (tävlingarna avgjordes 2021 på grund coronaviruspandemin) i Tokyo.

## Personliga rekord

### Utomhus
| Gren       | Resultat | Plats                  | Datum             | Virtuell bästa serie |
| ---------- | -------- | ---------------------- | ----------------- | -------------------- |
| Tiokamp    | 9 126 p  | Talence, Frankrike     | 16 september 2018 | 9 455 p              |
| 100 meter  | 10,50    | Doha, Qatar            | 2 oktober 2019    | 975 p                |
| Längdhopp  | 7,80 m   | Talence, Frankrike     | 16 september 2018 | 1 010 p              |
| Kula       | 17,08 m  | Paris, Frankrike       | 24 augusti 2019   | 918 p                |
| Höjdhopp   | 2,09 m   | Bryssel, Belgien       | 30 juni 2012      | 887 p                |
| 400 meter  | 48,26    | London, Storbritannien | 11 augusti 2017   | 897 p                |
| 110 m häck | 13,54    | St. Paul, Frankrike    | 19 december 2020  | 1 035 p              |
| Diskus     | 52,38 m  | Ratingen, Tyskland     | 17 juni 2018      | 920 p                |
| Stavhopp   | 5,45 m   | Talence, Frankrike     | 16 september 2018 | 1 051 p              |
| Spjut      | 73,09 m  | Tokyo, Japan           | 5 augusti 2021    | 937 p                |
| 1500 meter | 4.18,04  | Bryssel, Belgien       | 1 juli 2012       | 825 p                |